# Территория Миссисипи
Территория Миссисипи — инкорпорированная организованная территория США, существовавшая с 7 апреля 1798 по 10 декабря 1817, после чего она была принята в состав США в качестве двадцатого штата.

## История
Территория была создана в 1798 году на земле, которую перед этим оспаривали Испания и США. В 1795 году эти два государства подписали Мадридский мирный договор, по которому земли отходили к США. Южной границей территории стала 31-я параллель. Территория Миссисипи находилась на двух берегах одноимённой реки и занимала южную часть территории современных штатов Миссисипи и Алабама.
На всю современную территорию Миссисипи и Алабамы претендовал штат Джорджия, однако в 1802 году он снял свои претензии. Это было связано с так называемым скандалом земли Язу — продажей земли в Джорджии по абсурдно низким ценам, что являлось мошенничеством и было одобрено губернатором штата. В 1804 году Конгресс США проголосовал за включение спорных земель Джорджии в состав территории Миссисипи. Граница между территорией и Джорджией была установлена по реке Чаттахучи, а от поворота реки на север по 35-й параллели. Кроме того, большие участки земли были куплены у индейских племён чикасо и чокто, как правило, путём заключения неравноправных договоров. Такие продажи, участками по нескольку тысяч квадратных километров, заключались в 1801, 1802, 1803, 1805 и 1816 годах; они продолжались и после вступления территории в состав США.
В 1812 году Конгресс США включил в состав территории Миссисипи часть испанской Западной Флориды (округ Мобил), утверждая, что последняя была частью Луизианской покупки. Испания отрицала это и продолжала претендовать на территорию. В следующем году войска под командованием генерала Джеймса Уилкинсона заняли округ; испанские силы не оказали сопротивления. С аннексией округа территория Миссисипи получила выход к Мексиканскому заливу и устью реки Миссисипи.
3 марта 1817 года территория Миссисипи была поделена на две: Миссисипи (западная) и Алабама, с временной столицей в Сент-Стивенсе (восточная). Граница между ними прошла по прямой линии, так что территория Миссисипи оказалась поделена на две примерно равные части. 10 декабря того же года Миссисипи стал двадцатым штатом США.

### Статьи
- Haynes, Robert V. Territorial Mississippi, 1798–1817 (англ.) // Journal of Mississippi History. — 1945. — Vol. 64, iss. 4. — P. 283–305.